# トランポリン競技

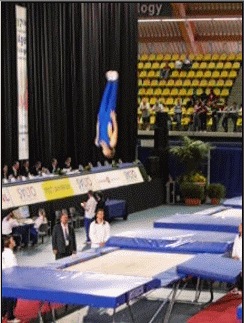
トランポリン競技（個人競技）

トランポリン競技（トランポリンきょうぎ、英: Trampolining）は、トランポリンを使用して跳躍し、アクロバティックな空中演技で華麗度と難易度を競う体操競技に類似した採点競技である。広義では、日本で開発されたトランポリンの対人競技であるシャトル競技（後述）も含まれる。

## 概要
国際競技連盟は国際体操連盟（以前は国際トランポリン連盟によって運営されていたが、1999年に吸収合併した）、日本の国内競技連盟財団法人日本体操協会の加盟団体である社団法人日本トランポリン協会によって運営されている
安全のため角を丸くしたフレームに、スプリングで懸架した縦4.28m（±6 cm）、横2.14m（±5 cm）のベッド（跳躍する面、ベッド中央部には7cm±3cmの赤十字を表示）を張ったものが公式の跳躍器具となっている。演技は審判員によって演技点と難度点が採点され、その合計点数で順位を競う。演技中のジャンプの高さは男子選手では7mにも達する。

## 歴史
競技として最初に普及したのは個人競技で、初めにアメリカの大学などの学校で行われ次にヨーロッパへと広がり、初の世界選手権大会は1964年にロンドンで開催された。2000年に開催されたシドニーオリンピックから、体操のトランポリン種目（男子個人、女子個人。選手枠は世界で男女各12名）としてオリンピックに正式採用され、カタールのドーハで開催された2006年アジア競技大会でも体操の新種目として採用された。
日本では、1959年に日本体操協会がジョージ・ニッセンと1952年の全米チャンピオンであるフランク・ラデューを招いて日本各地で公開演技を催し、その後1964年に大阪府で第1回全日本選手権大会を開催。1972年に日本トランポリン協会（1995年に社団法人化）を設立して国際トランポリン連盟へ加盟、同連盟が1999年に国際体操競技連盟と合併したのに伴い日本体操協会に加盟した。2012年、日本体操協会が日本トランポリン協会を吸収合併。
大学のクラブ（体育会-クラブ）として、いち早く取り入れたのは日本体育大学で、次に大阪商業大学である。現在は全日本学生トランポリン選手権大会も催されている。その大会も2008年度第43回大会を迎え、北海道小樽市で行われた。結果は、男子団体戦優勝は日本体育大学・準優勝金沢学院大学・3位小樽商科大学・4位文教大学・5位早稲田大学・6位阪南大学、女子優勝は、日本体育大学・準優勝金沢学院大学・3位学習院大学・4位小樽商科大学・5位阪南大学6位文教大学という成績であった。個人戦も行われた。

## 採点方法
技の難しさを表す難度点(加点方式)、技の華麗さを表す演技点(20点満点から減点方式)、技がどれだけ移動せずにできたかを表す水平移動点(10点満点から減点方式)、どれだけ演技を高い位置でできたかを表す跳躍時間点(加点方式)の合計で競う。
シンクロナイズド種目では跳躍時間点がなく、その代わりに同時性(10点満点)が採点対象となる。

### 審判員
演技の華麗度を審査する演技審判員5名（最高点と最低点は除外し、3名の合計点を得点とする）と、技の難易度を審査する難度審判員で審判団が構成される。

### 姿勢
ベッド（トランポリンの面）上の宙返りの空中姿勢は、
- タック（Tuck、抱え込み型） 難度点0.5
- パイク（Pike、屈身型） 難度点0.6
- レイアウトあるいはストレート（Layout あるいは Straight、伸身型） 難度点0.6

の基本的な3種類と、タックとパイクの要素を含んだ パック（Puck） がある。これに捻り（1/2捻り毎に0.1の難度点が加算される）を組み合わせて演技が行われる。10本連続して演技を行い、合計点が計算される。
その他ベッド上の姿勢には、フィート（Feet）、シート（Seat）、フロント（Front）、バック（Back） などがある。

## 競技種目
2008年開催予定の北京オリンピック時点で、オリンピックに正式採用されているのは個人競技のみ。シンクロナイズド競技は世界選手権やワールドカップで、ダブルミニやタンブリングはワールドゲームズなどで採用されている。
個人競技
オリンピック予選では、第1演技（規定演技、規定の要素を含んだ10個の技を選び連続して行う）と第2演技（自由演技、任意に10個の技を選び連続して行う）を行い、審判員によって採点された合計得点の上位者が決勝に進出する。決勝演技では、任意の技を10個選びその技を連続して行う。決勝では予選の得点は加算されず、決勝演技の得点のみで争われる。
シンクロナイズド競技
2人編成のチームが、並行に置かれた2台のトランポリン上で同時に同じ空中演技をして同調性などを競う。個人競技と同様に第1演技と第2演技を行い、演技点と難度点に加え同時性が採点される。
団体競技
4名で構成されたチームがそれぞれ個人競技を行い、その合計点で順位を競う。予選では4名のうちの上位3名の採点、決勝では代表者3名の採点の合計点が得点となる。
ダブルミニ競技
体操競技の跳馬に類似した競技。助走路を走った後、その延長線上に設置されたダブルミニと呼ばれる細長いトランポリン上で2種目の演技を行ってからマット上に着地する。
タンブリング競技

## シャトル競技
トランポリン愛好者のレクリエーションの一環として日本で開発された対人競技で、1999年から全国スポーツ・レクリエーション祭の採用種目となっている。個人競技（個人戦）と団体競技（チーム戦）に大別され、2台のトランポリンで2名の競技者が交互に同じ跳躍を繰り返して1種目ずつ増やしていき、3分間の判定で優劣を競う。判定は警告の有無、安定度、高さ等を比較して主審により発表される。跳ぶ種目は「捻り跳び」や「開脚跳び」など38種目あり、それ以外の跳躍は制限されている。宙返りや背中を着くことは禁止されており、同じ跳躍が繰り返せなかった場合、その時点で負けとなる。ルール上、1回の対戦中に1度だけ2種目連続して跳ぶことが許される。